# 미야지마 수족관

미야지마 수족관

미야지마 수족관(宮島水族館)은 일본 히로시마현 하쓰카이치시 미야지마정에 있는 수족관이다. 애칭은 미야지마린(みやじマリン)이다.

## 역사
1959년 개관하였다. 2008년 12월부터 리뉴얼 공사로 휴관하였으며, 2009년 3월부터 PFI 사업으로 고요 건설 그룹이 재정비를 하였다. 2011년 8월 1일에 리뉴얼 개관하였다.

## 같이 보기
- 이쓰쿠시마섬